# Manuel Blanco Encalada
Manuel Blanco Encalada (Buenos Aires, 21 d'abril de 1790 — Santiago, 5 de setembre de 1876) va ser un vicealmirall de l'armada xilena, una figura política i el primer president (provisional) de Xile (1826).

## Biografia
Nascut a Buenos Aires, que era la capital del virregnat del Riu de la Plata, Blanco Encalada era fill de l'espanyol Manuel Lorenzo Blanco Cicerón i de la xilena Mercedes Calvo de Encalada y Recabarren. Va ser format per a la marina a Espanya, on es va incorporar el 1807. Més tard, durant la Guerra de la Independència de Xile, es va unir a les forces xilenes, on va servir amb distinció sota Lord Cochrane i va ascendir al grau de vicealmirall i comandant de les forces xilenes el (1825), on va participar en la presa de Chiloé. L'any següent, el Congrés el va escollir per al nou càrrec de President de la República. Aviat va tenir diverses baralles amb el Congrés, que intentava instal·lar un sistema federalista, i va dimitir al cap de dos mesos.
Més tard, es va unir a les guerres contra la Confederació Peruano-Boliviana i a la Guerra Hispano-Sud-americana (1865–1866). Després de la guerra, va esdevenir governador de Valparaíso i ministre de França. També va ser un maçó actiu. Blanco Encalada va morir a Santiago de Xile als 86 anys.